# 刺瓣绿绒蒿
刺瓣绿绒蒿（学名：Meconopsis racemosa var. spinulifera）为罂粟科绿绒蒿属下的一个变种。

## 扩展阅读
- 維基物種上的相關：刺瓣绿绒蒿